# Leonardville
Leonardville är en ort i Riley County i Kansas. Vid 2010 års folkräkning hade Leonardville 449 invånare.